# Успенська церква (Павленкове)

Успенська церква — чинна дерев'яна церква УПЦ МП, розташована у селі Павленкове, Сумського району, Сумської області, цінна історико-архітектурна пам'ятка, рідкісний зразок монументальних дерев'яних споруд на  Слобожанщині.
Розташована в центрі села Павленкове .

## Відомості

### Датування
В 1730 році була заснована Георгіївська церква в селі Галанівка, вона же село Василівське (Васильевка). 
В 1875 році, була збудована нова дерев'яна церква, також вказано що в селі Галанівка, але стара назва села Василівське вже не згадується. 
В 1920-1930 роках церква була закрита, майно розграбоване владними структурами. А згодом з церкви зробили сільський будинок культури (Клуб). В одному з приміщень була пошта, а з другої сторони була сільська бібліотека, кінозал  для перегляду фільмів, там де зараз вівтар - була гральна кімната, більярд, доміно.
В 1993 році, відновлення роботи церкви, але під іншої назвою, Успенська церква. 
31 січня 1996 року, офіційна дата реєстрації Успенської церкви в державному реєстрі.

### Опис пам'ятки
Дерев'яна будівля.

### Історія церкви
В 1730 році була заснована Георгіївська церква в селі Галанівка, вона же село Василівське (Васильевка), при ставку. 
І через 145 років, в  1875 році, була збудована нова дерев'яна церква, також вказано що в Галанівці, але стара назва села Василівське вже не згадується. 
З метричних книг цієї церкви відомо, що починаючи з 1877 року, її місце розташування почали записувати інше, а саме село Павленкове .
На даний момент це таємниця, чому  її перенесли в інше село, зараз можна тільки здогадуватися. Це може бути як зміна адміністративного центру, або хтось із поміщиків в [[Голланівка|Галанівці] помер або збіднів, а в Павленковому з'явилися нові впливові сім'ї. І з переносом церкви, село [[Голланівка|Галанівку] почали записувати як хутір, а Павленкове, яке раніше було хутором, почали писати селом, тому що в той час селом називали той населений пункт, в якому була церква, а все інше було хутором, або слободою, також зустрічав деревню, як наприклад Катеринівка, яка знаходиться не так далеко від Галанівки.
Також старожили розповідали: “Раніше церква була в Галанівці, стояла на вигоні, а потім її пропили, та перевезли в село Павленкове. Тепер ці розповіді підтверджені документально. 
Є велика імовірність, що Георгіївську церкву вже перебудували в селі Павленкове, а запис реєстрації залишився в Галанівці, який згодом змінили.
В часи окупації радянською владою, в період 1920-1930 років, церква була закрита, майно розграбоване владними структурами. А згодом з церкви зробили сільський будинок культури (Клуб). В одному приміщень  була пошта, а з другої сторони була сільська бібліотека, кінозал  для перегляду фільмів, там де зараз вівтар була гральна кімната, більярд, доміно.
А біля церкви був колгоспний Тік і на цьому току, ближче до магазина стояв шестигранний купол який зняли з церкви і там зберігали в каністрах гербіциди і всілякі добрива. А коли тік перенесли в поле до ферми, то купол потрух увесь і згни, та його розібрали. 
Раніше вхід був з другої сторони, ззаду, зі сторони старого кладовища. Під час правління радянської влади, прорубали новий вхід, від магазину там де раніше була пошта. За церквою була церковноприходська школа, у 1960-х роках там було 2 кабінети, історії і ще якийсь, а потім цю будівлю розвалили. 
І тільки з відновленням незалежності України, була відновлена робота церкви, в 1993 році. Сільський голова Володимир Якович Падалка казав “Раніше це була церква, хай вона і буде”, а Онайко був проти, казав “Он би окремо молебний дім би відкрили і все, хай би був би клуб, не чіпайте”. А оскільки сільський голова настояв на своєму і люди підтримали, то відновили церкву в її старій будівлі. 
Відновленням церкви займався Геннадій Альфредович Лишневский, (це вже був другий батюшка цієї церкви з 1990-х рр.). Я пам'ятаю як літом люди збирали майно, на відновлення церкви. Але церква отримала нову назву, Успенська.
31 січня 1996 року зареєстрували Успенську релігійну громаду (парафію) села Павленкове, Лебединського району, Сумської області, Сумської Єпархії, Української православної церкви в державному реєстрі. Ось тут і відбулася зміна назви церкви з Георгіївської на Успенську.
Після відновлення церкви, згодом  добудували купол, та замовили хрест на нього.